# Coenosia lata
Coenosia lata är en tvåvingeart som beskrevs av Walker 1853. Coenosia lata ingår i släktet Coenosia och familjen husflugor. Inga underarter finns listade i Catalogue of Life.